# 帕查斯尼約克山
13°15′25″S 74°44′19″W / 13.25694°S 74.73861°W
帕查斯尼約克山（Pachasniyuq），是秘魯的山峰，位於該國中部萬卡韋利卡大區，由瓦伊塔拉省的皮爾皮查卡區負責管轄，屬於安地斯山脈的一部分，海拔高度4,800米。